# رزلند (فلوریدا)
رزلند (به انگلیسی: Roseland) یک منطقهٔ مسکونی در ایالات متحده آمریکا است که در شهرستان ایندیان ریور، فلوریدا واقع شده‌است. رزلند ۸٫۲ کیلومتر مربع مساحت و ۱٬۷۷۵ نفر جمعیت دارد و ۶ متر بالاتر از سطح دریا قرار دارد.